# TCL 차이니즈 시어터

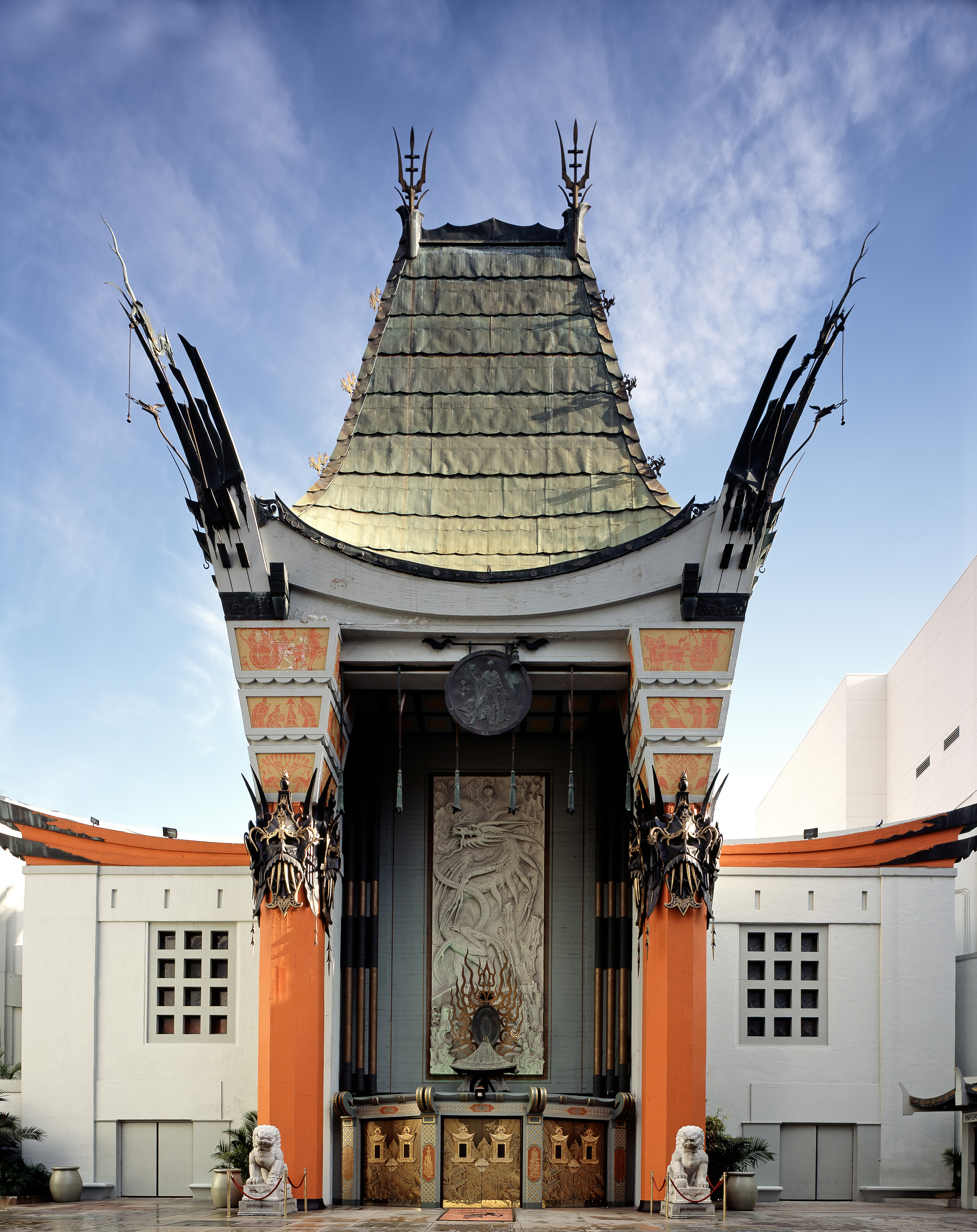
TCL 차이니즈 시어터

TCL 차이니즈 시어터(TCL Chinese Theatre)는 미국 캘리포니아주 로스앤젤레스 할리우드 할리우드 대로 6925번지에 위치한 중국식 사원 건축의 극장이다.